# Vem visar väg genom växlingens värld
Vem visar väg genom växlingens värld är en psalm med text skriven 1967 av Eva Norberg och musiken till psalmen är irländsk.

## Publicerad i
- Psalmer och Sånger 1987 som nr 392 under rubriken "Fader, Son och Ande - Jesus, vår Herre och broder".[1]